# Kirchenruine von Hallsjö

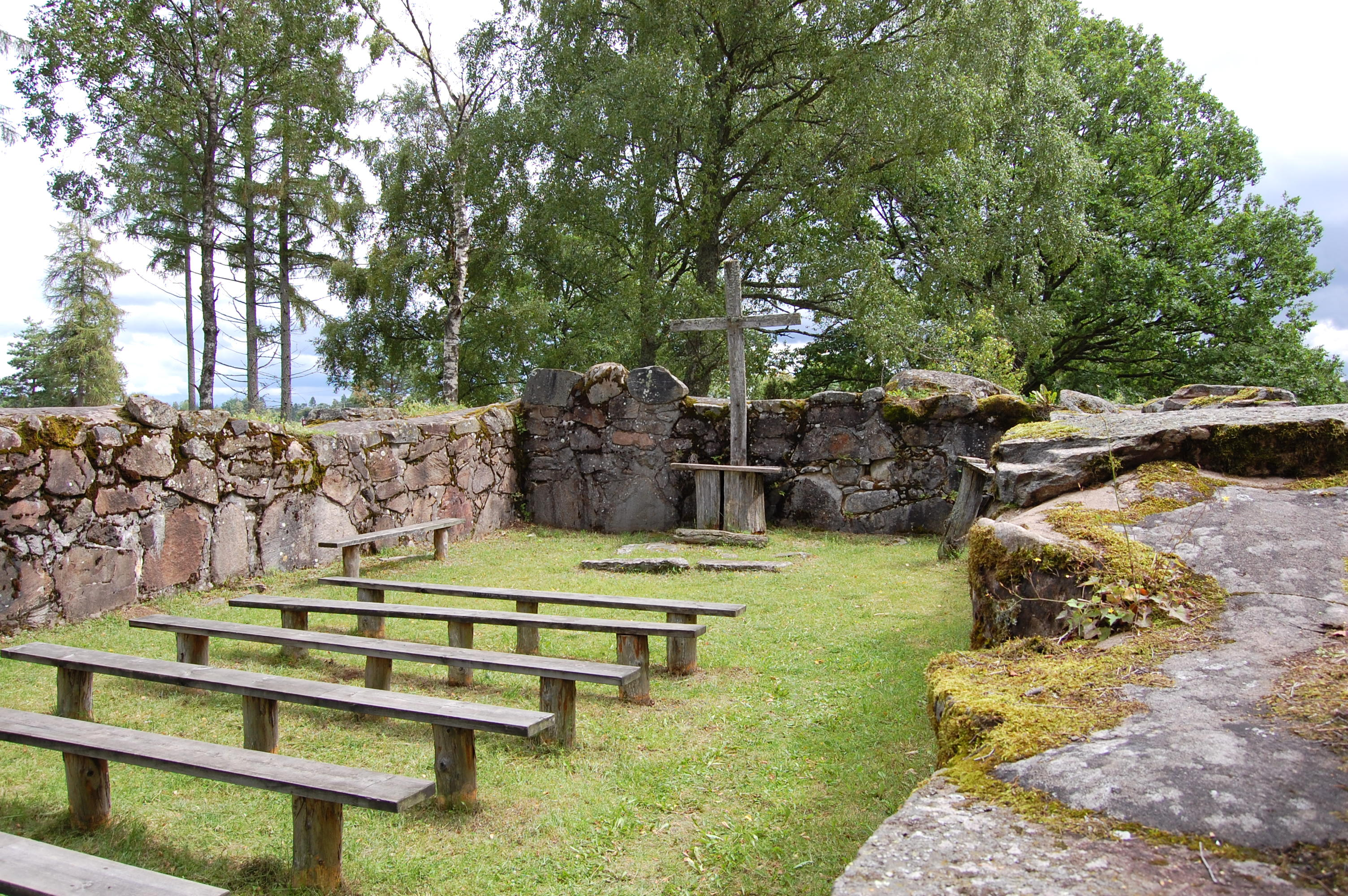
Kirchenruine von Hallsjö

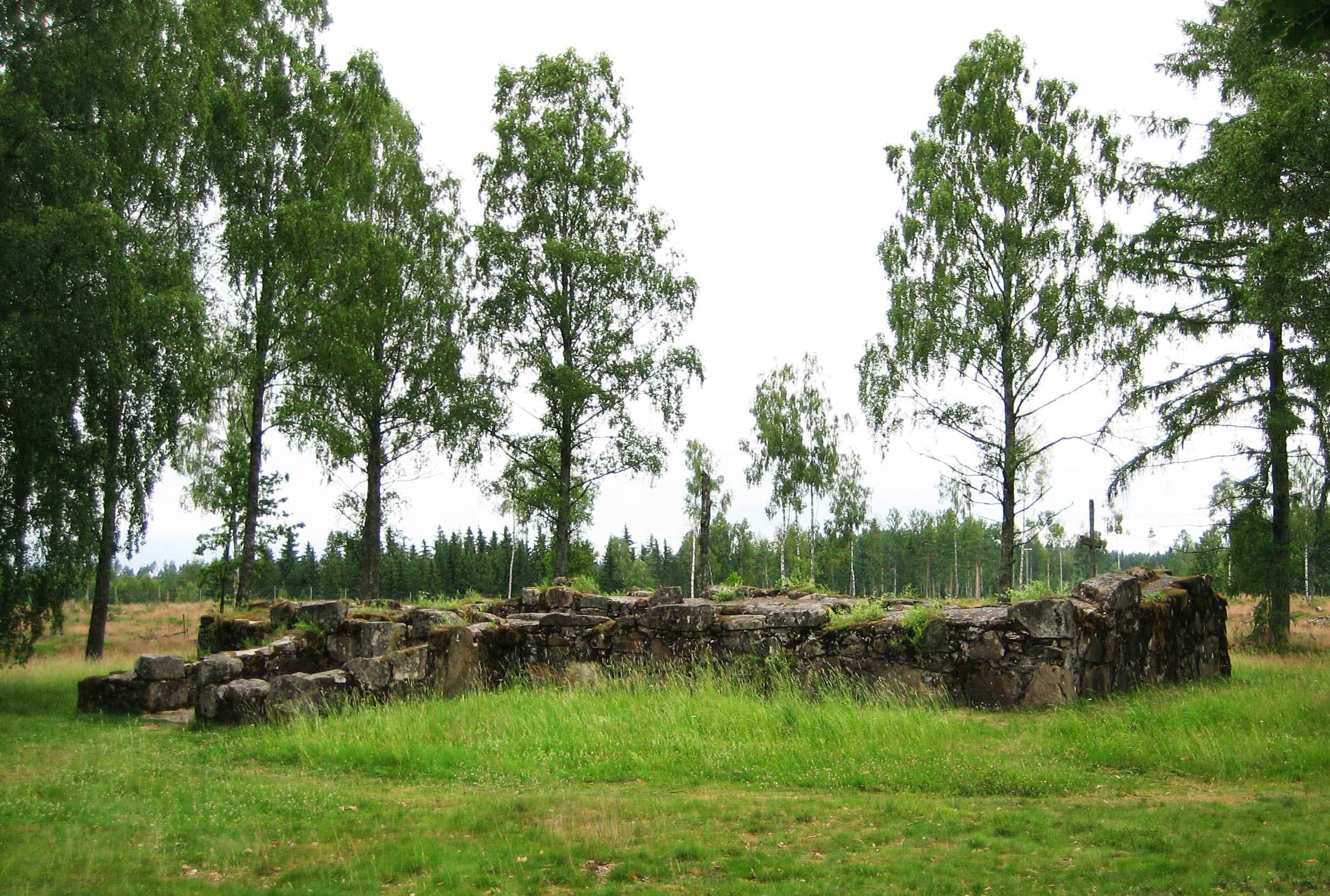
Blick aus südlicher Richtung

Die Kirchenruine von Hallsjö ist eine Kirchenruine bei Hallsjö in der schwedischen Gemeinde Ljungby.
Die Kirche wurde im späten Mittelalter als steinerne Saalkirche auf rechteckigem Grundriss errichtet. Möglicherweise ersetzte sie eine vorher bestehende Holzkirche. Das Mauerwerk bestand aus unbehauenen Feldsteinen. Für die Ecken und Türeinfassungen wurden behauene Steine verwendet. Vor dem Südeingang wurde eine gemauerte Waffenkammer angebaut. 
1873 fand man ein aus Kupfer getriebenes, mit Gold und Emaille überzogenes Marienbild, das vermutlich aus dem 12. Jahrhundert stammt und Teil eines Kruzifixes war, das bei Prozessionen verwendet wurde. 1966 wurden die Mauern der Ruine gesichert. Im Bereich des Langhauses befinden sich heute Holzbänke und ein Holzkreuz.
Über die ursprüngliche Innenausstattung der Kirche sind keine Bilder oder sonstige Aufzeichnungen bekannt. Ein Taufbecken aus der Kirche von Hallsjö und eine Glocke befinden sich heute in der Kirche von Dörap.
Südlich der Kirche befinden sich die Gräberfelder von Hallsjö.